# Ічпіч
Ічпіч (ісп. Ichpich) — руїни міста цивілізації мая у штаті Кампече (Мексика). Назва перекладається як «Місце середнього розміру».

## Історія
Стародавня невідома. Засновано близько 500 року. Політична історія слабко досліджена. На думку дослідників наявність палаців свідчить про існування самостійних ахавів. Але невідомо чи були вони самостійними або належали до місцевої знаті в рамках великого царства, найімовірніше Канульного.
Припинило існування наприкінці класичного періоду.

## Опис
Розташовано в області Пуук на відстані близько 32 км на південь від Шуль і близько 10 км на північний схід від Санта-Роса-Штампак.
Архітектура відповідає стилям Ченес і Пуук. Найкраще на сьогодні досліджено Споруди 1, 2, 3.
Споруда 1 (палац) має ознаки поєднання обох стилів: основу становить Пуук, стиль Ченес представлено кам'яними конусами та стовпами, на яких трималися ліпні скульптури. Орієнтована на південний схід. Вона складається з 4 кімнат.
На відстані 200 м на захід від Споруди 1 виявлено Споруду 3 (палац), що складається з 3 кімнат. У ній також поєднані стилі Ченес і Пуук.

## Історія дослідження
Руїни виявив у 1887 році австрійський дослідник Теоберт Малер. Він і здійснив перший опис пам'ятки. До середини 1980-х років велися лише незначні розкопки. З 1985 року тут вів дослідження Джордж Ф. Ендрюс. Втім територію Ічпіча все ще не відкрито для відвідувачів.